# 埼玉県立妻沼高等学校
埼玉県立妻沼高等学校（さいたまけんりつ めぬまこうとうがっこう）は、埼玉県熊谷市にある県立高等学校。

## 学科
- 全日制課程　普通科

## 沿革
- 1979年（昭和54年）4月 - 開校

## 所在地
- 埼玉県熊谷市弥藤吾480

## 交通
- 朝日バス・熊谷駅－妻沼仲町経由－太田駅・西小泉駅・妻沼聖天前・（東武CITY）妻沼 各線：三ツ橋停留所下車徒歩5分
- 朝日バス・熊谷駅－バイパス経由－（東武CITY）妻沼線：ニュータウン入口停留所下車徒歩10分

また、以前は付近に東武熊谷線妻沼駅が存在した。